# Canadian Multiculturalism Act
Il Canadian Multiculturalism Act è un atto legislativo implementato nel 1988 dal Parlamento del Canada.

## Storia
L'Atto del Multiculturalismo canadese viene implementato in seguito ad un dibattito in seno alla società canadese sulla questione del bilinguismo e del biculturalismo iniziato negli anni sessanta, questione ancor oggi dibattuta con una certa vivacità tra gli abitanti francofoni e quelli di lingua inglese.
Oltre alle questioni succitate, era presente anche quella non ancor risolta degli aborigeni, le Prime Nazioni.
Nel 1971 il Primo Ministro Pierre Trudeau adotta la Multiculturalism Policy of Canada, andando così ad implementare una politica dichiaratamente multiculturale per la prima volta nella storia globale.
Successivamente, il paese confinante con gli Stati Uniti ha confermato l'adozione delle politiche multiculturali con la Canadian Charter of Rights and Freedom nel 1982.
Nel 1985 viene varata la Broadcasting Policy Reflecting Canada's Linguistic and Cultural Diversity, legge che prende atto della vivace scena mediatica canadese che trasmettono in lingue non ufficiali e darà il via ad una serie di nuove imprese che costituiscono una solida realtà, anche commerciale, nel panorama dei broadcasters canadesi.
Nel 1988, durante il governo guidato da Brian Mulroney, il Parlamento del Canada implementa il Multiculturalism Act, andando ad affermare il multiculturalismo come sistema sociale e normativo.

## Principi generali
I principi generali che animano questo Atto sono esplicitati nella sezione 'Multiculturalism Policy of Canada', immediatamente successiva al Preambolo, al Titolo in breve e alle Interpretazioni sulle definizioni degli enti, in cui sono definite le politiche canadesi per l'implementazione del multiculturalismo.
Nello specifico, viene chiarito che è politica del Canada:
- (a) Riconoscere e promuovere la comprensione che il multiculturalismo rispecchia la diversità etnico-culturale della società canadese e conferma la libertà dei membri della società canadese di preservare, incrementare e condividere il proprio bagaglio culturale;
- (b) Riconoscere e promuovere la comprensione che il multiculturalismo è una caratteristica fondamentale dell'eredità e dell'identità canadesi e che esso fornisce una risorsa incommensurabile nella formazione del futuro del Canada;
- (c) Promuovere la piena ed eguale partecipazione degli individui e delle collettività di qualunque origine nella continua evoluzione e formazione di qualunque aspetto della società canadese, fornendo assistenza per la rimozione di qualunque barriera ad una piena partecipazione;
- (d) Riconoscere l'esistenza di collettività i cui membri condividano origini comuni e il loro storico contributo alla società canadese, e accrescere il loro sviluppo;
- (e) Assicurarsi che gli individui ricevano uguale trattamento e uguale protezione davanti alla legge, rispettando e valorizzando la diversità di ognuno;
- (f) Incoraggiare e assistere le istituzioni sociali, culturali, economiche e politiche del Canada ad essere sia rispettose che inclusive del carattere multiculturale canadese;
- (g) Promuovere la comprensione e la creatività che si rivela nell'interazione tra individui e collettività di origini differenti;
- (h) Incoraggiare il riconoscimento e l'apprezzamento delle diverse culture che compongono la società canadese e promuovere le riflessioni e le espressioni in evoluzione di tali culture;
- (i) Preservare e promuovere l'uso di lingue diverse dall'inglese e dal francese e nel contempo rafforzare lo status e l'utilizzo delle lingue ufficiali del Canada; e
- (j) Far avanzare il multiculturalismo in tutto il Canada in armonia con l'impegno nazionale per le lingue ufficiali del Canada.